# Emir Kusturica
Emir Kusturica  (n. 24 noiembrie 1954, Sarajevo, Republica Socialistă Bosnia și Herțegovina, RSF Iugoslavia) este un regizor, actor și muzician sârb. El a fost recunoscut pentru mai multe filme artistice apreciate la nivel internațional, precum și proiectele sale de construire de orașe.

## Biografie
Kusturica a câștigat de două ori Palme d'Or la Cannes (pentru Tata în călătorie de afaceri și Underground), precum și ca fiind comandant al Ordre des Arts et des Lettres din Franța.

## Küstendorf
De la mijlocul anilor 2000, principala reședință a lui Kusturica este Küstendorf, un oraș care a fost construit pentru filmul său Life Is a Miracle, în regiunea Mokra Gora din Serbia. El a avut porțiuni din satul istoric reconstruit pentru filmul său Life Is a Miracle.

## Filmografie

### Ca regizor
- 1978 Guernica, scurt
- 1978 The Brides Are Coming (Nevjeste dolaze), film TV
- 1979 Buffet Titanic (Bife Titanik), film TV
- 1981 Do You Remember Dolly Bell? (Sjećaš li se Dolly Bell)
- 1984 Nije čovjek ko ne umre, film TV
- 1985 Tata în călătorie de afaceri (Otac na službenom putu)
- 1988 Vremea țiganilor (Dom za vešanje)
- 1993 Arizona Dream
- 1995 Underground (Podzemlje)
- 1996 Bila jednom jedna zemlja, serial TV
- 1997 Magic Bus, scurt
- 1998 Pisică albă, pisică neagră (Crna mačka, beli mačor)
- 2001 Super 8 Stories, documentar
- 2004 Life Is a Miracle (Život je čudo)
- 2007 Promise Me This (Zavet)
- 2008 Maradona, documentar
- 2013 Words with Gods, (post-producție)
- 2014 On the Milky Road, (filmare)

### Ca actor
- 1972 Valter apără Sarajevo (Valter brani Sarajevo)
- 1993 Arizona Dream
- 1995 Underground (Podzemlje)
- 2000 The Widow of Saint-Pierre
- 2002 The Good Thief
- 2004 Strawberries in the Supermarket
- 2006 Secret Journey
- 2009 L'affaire Farewell
- 2010 Hermano
- 2011 Nicostratos le pélican
- 2012 Au bonheur des ogres
- 2011 7 Days in Havana (segmentul „Jam Session”), regia Pablo Trapero

## Vezi și
- Listă de regizori sârbi